# ایپساپیرون
ایپساپیرون (انگلیسی: Ipsapirone) یک آگونیست جزئی گیرنده 5-HT1A از کلاس های شیمیایی پیپرازین و آزاپیرون است.. دارای اثرات ضد افسردگی و ضد اضطراب است. ایپساپیرون در چندین کارآزمایی کنترل شده با دارونما برای افسردگی مورد مطالعه قرار گرفت و همچنان در پژوهش‌ها مورد استفاده قرار می‌گیرد.

## موارد استفاده ثبت شده
- استفاده برای اختلالات شناختی، زوال عقل[۳]
- برای درمان اعتیاد به الکل[۴]
- برای درمان اعتیاد به نیکوتین[۵]

## سنتز

سنتز: Patent: